# Julián Marías
Julián Marías Aguilera (Valladolid, 17 giugno 1914 – Madrid, 15 dicembre 2005) è stato un filosofo, scrittore, docente, politico e traduttore spagnolo, uno dei discepoli più importanti di José Ortega y Gasset con il quale fondò l'Istituto di Studi Umanistici a Madrid nel 1948.
Docente in numerosi paesi d'Europa e d'America e professore in diverse università degli Stati Uniti, collaboratore di diversi giornali, è stato membro della Reale Accademia Spagnola dal 1964 e senatore su nomina reale tra il 1977 e il 1979. Ha presieduto la Fondazione per gli Studi Sociologici (FUNDES) dalla sua creazione nel 1979 fino alla sua morte. Nel 1996 gli fu assegnato il Premio Principe delle Asturie per la Comunicazione e gli Studi Umanistici, condiviso con il giornalista e storico italiano Indro Montanelli.
Fu anche un polemista interessato alle questioni contemporanee, che giudicava attraverso la sua interpretazione cristiana della vita.

## Biografia
Nacque a Valladolid il 17 giugno 1914. Nel 1919 si trasferì con la famiglia a Madrid e studiò al Colegio Hispano. Nel 1931 conseguì la laurea in Scienze – con premio straordinario – e in Lettere, presso l'Istituto Cardenal Cisneros.
Tra il 1931 e il 1936 studiò Filosofia e Lettere (specializzandosi in Filosofia) conseguendo la laurea nel 1939, presso l'Università Complutense di Madrid, dove fu discepolo di Ortega y Gasset, Xavier Zubiri, José Gaos e Manuel García Morente. Iniziò anche il corso per la laurea in chimica, che abbandonò quando capì che la sua vera vocazione era la filosofia.
Imparò il greco sotto la direzione di Xavier Zubiri e, leggendo la prima edizione di Sein und Zeit di Heidegger nel 1934, perfezionò il tedesco che aveva imparato al liceo con Manuel Manzanares. La sua prima pubblicazione di una certa importanza fu la sua partecipazione al libro La gioventù nel mondo antico, pubblicato nel 1934 (comprendeva testi di Marías, Carlos Alonso del Real e Manuel Granell). Il libro raccontava la crociera universitaria che questi studenti fecero nel Mar Mediterraneo nel 1933. e alla quale parteciparono anche Salvador Espriu, Enrique Lafuente Ferrari , Luis Díez del Corral , Antonio Rodríguez Huéscar , ecc . Allo stesso modo, nel 1934 pubblicò una traduzione di Auguste Comte, commissionata da Ortega.

### Guerra civile
Marías si laureò nel giugno del 1936. Un mese dopo scoppiò la guerra civile. Marías fu reclutato nelle file repubblicane, ma a causa della sua miopia non fu assegnato al fronte, rimanendo nel servizio di traduzione, data la sua conoscenza del francese, del tedesco e dell'inglese. Durante la guerra partecipò a riviste come Hora de España. Dopo la battaglia dell'Ebro e la rapida occupazione della Catalogna, Marías appoggiò la costituzione del Consiglio di Difesa Nazionale auspicato dal suo maestro Julián Besteiro, così come da José Miaja, Cipriano Mera e Segismundo Casado nelle pagine dell'ABC repubblicano, attraverso editoriali apparsi senza firma. Nelle sue memorie, Marías ripropose l'ultimo di questi articoli, "La grandezza del Consiglio di Difesa Nazionale", e fornì un'interessante testimonianza sugli ultimi giorni di guerra a Madrid. Luis Español pubblicò alcuni degli editoriali e dopo la morte di Marías, il suo discepolo Heliodoro Carpintero li pubblicò integralmente.
Dopo la guerra fu denunciato e trascorse tre mesi in carcere. La pena avrebbe potuto essere più grave se non fosse stato per l'intercessione di Salvador Lissarrague Novoa, Camilo José Cela, Manuel Mindán Manero e della famiglia di Ortega. Fu rinviato dal regime franchista e non poté conseguire il dottorato fino al 1951 (la sua tesi su padre Gratry, presentata nel 1942, era stata sospesa). Come in molti altri casi, gli fu offerto di iscriversi all'università, ma rifiutò l'offerta per non voler giurare sui Principi Fondamentali del Movimento. Né poté pubblicare sulla stampa fino agli anni Cinquanta inoltrati. Sopravvisse a lungo traducendo libri (Paul Hazard, Leibniz, Seneca, Wilhelm Dilthey, Karl Bühler, ecc.), insegnando in un'accademia (Aula Nueva) creata con un gruppo di amici, e poi con conferenze e colloqui, in Spagna e all'estero.
Nel 1941, a 26 anni, pubblicò il suo primo libro: Storia della filosofia (con prefazione di Zubiri, e nelle edizioni successive con epilogo postumo di Ortega), un'ampia, divertente e concisa rassegna dell'argomento dalle origini a quel momento che, data la sua chiarezza espositiva,  diventerà un manuale di successo tra gli studenti ispanici e, dopo la traduzione in inglese, anche tra quelli del mondo anglosassone. In questi primi lavori erano già presenti alcune chiavi dello stile caratteristico di Marías: chiarezza e trasparenza nell'esposizione, rigore nelle fonti e spiegazione della filosofia della ragione vitale, che condivideva con il suo maestro Ortega. A questo libro ne seguiranno più di settanta: Marías, che non poté realizzare la sua vocazione di insegnante in Spagna, si dedicò alla scrittura per sopperire a questa mancanza ed evitare anche di cadere in quello che i suoi due principali maestri, Ortega y Gasset e Unamuno, avevano subito: lasciare progetti incompiuti, libri annunciati ma non scritti.
Nel 1942 la sua tesi di dottorato venne sospesa, in fase di presentazione, dal direttore dell'università per divergenze ideologiche. Nel 1948 creò con Ortega y Gasset l'Istituto di Studi Umanistici di Madrid. Nel 1949 gli fu permesso di ripresentare la sua tesi; che gli permise di conseguire finalmente il dottorato in filosofia. Tuttavia, il regime franchista gli vietò di insegnare nelle università spagnole. All'inizio degli anni Cinquanta fu invitato dalle università americane. Decise quindi di insegnare all'estero. Tenne lezioni e conferenze alla UCLA, Harvard, Wellesley, Yale e Porto Rico. In quegli anni creò anche il Seminario di Studi Umanistici, attraverso il quale passarono grandi nomi di intellettuali spagnoli come Miguel Artola, Carmen Martín Gaite, Heliodoro Carpintero, Gonzalo Anes e altri.
Cattolico praticante, Marías partecipò alle sessioni del Concilio Vaticano II. Nel 1982 entrò a far parte del Pontificio Consiglio Internazionale della Cultura, creato da Giovanni Paolo II.

### Senatore nominato dal re
Nell'ottobre 1964 divenne membro della Reale Accademia Spagnola. Il 15 giugno 1977 fu nominato senatore fino al 1979 dal re Juan Carlos. Nel 1980 l'Università Nazionale Magistrale gli concesse la cattedra di filosofia spagnola José Ortega y Gasset. Nel dicembre 1982 fu il primo intellettuale di lingua castigliana nominato membro del Pontificio Consiglio Internazionale della Cultura.
Il filosofo pubblicò più di 50 libri, tradotti in diverse lingue. Julián Marías non smise di scrivere fino alla sua morte, avvenuta all'età di 91 anni.
Il 5 aprile 2011 gli è stata conferita postuma l'onorificenza di figlio adottivo della città di Soria, città dove trascorse le sue ultime estati e che rimase presente nei ricordi del filosofo: "In essa puoi essere testimone di ciò che sta accadendo. In Spagna e in gran parte del mondo; e si può prevedere quale potrà essere il futuro se non si rinuncia a ciò che è inesorabilmente la vita umana".
In omaggio a uno dei cittadini più illustri di Madrid, è stato istituito il Premio Julian Marías.

## Vita privata
Nel 1941 sposò Dolores Franco Manera (1912-1977), sorella maggiore del regista Jesús Franco, compagna di classe di Marías alla Facoltà di Filosofia e Lettere, professoressa e scrittrice. Con lei ebbe cinque figli: Julián (1945-1949); Miguel (1947), economista e critico cinematografico; Fernando (1949), professore di Storia dell'Arte; Javier (1951-2022), scrittore; e Álvaro (1953), musicista.

## Opere significative
- Historia de la filosofía con una introduzione di Xavier Zubiri e postfazione (postuma) di José Ortega y Gasset, Revista de Occidente, Madrid 1941 (28ª ed. nel 1976). Ultima edizione: Alianza Editorial, 2016
- San Anselmo y el insensato,  Revista de Occidente, Madrid, 1944
- Introducción a la filosofía, Revista de Occidente, Madrid, 1947
- Ortega y tres antípodas. Un ejemplo de intriga intelectual, Revista de Occidente, Buenos Aires, 1950
- Biografía de la Filosofía, Emecé, Buenos Aires, 1954
- Idea de la metafísica, Columba, Buenos Aires, 1954
- La escuela de Madrid, Emecé, Buenos Aires, 1959
- Antropología metafísica. La estructura empírica de la vida humana, Revista de Occidente, Madrid, 1970
- La España real, Ed. Espasa-Calpe, Madrid, 1976
- Problemas del cristianismo, BAC, Madrid, 1979
- La mujer en el siglo XX, Alianza, Madrid, 1980
- Ortega. II. Las trayectorias, Alianza, Madrid, 1983
- España inteligible. Razón histórica de las Españas, Alianza, Madrid, 1985
- Una vida presente. Memorias, Alianza, Madrid, 1988–1989, 3 volumi: I (1914–1951), II (1951–1975), III (1975–1989)
- La felicidad humana, Alianza, Madrid, 1989
- Cervantes, clave española, Alianza, Madrid, 1990
- La educación sentimental, Alianza, Madrid, 1992
- Razón de la filosofía, Alianza, Madrid, 1993
- Mapa del mundo personal,  Alianza, Madrid, 1993
- Tratado de lo mejor, Alianza Editorial, Madrid, 1995
- Persona, Alianza, Madrid, 1996
- España ante la historia y ante sí misma (1898–1936), Espasa Calpe, Madrid, 1996
- Sobre el cristianismo, Planeta Testimonio, Barcelona, 1997
- El curso del tiempo, Tomos I y II, Alianza, Madrid, 1998
- Tratado sobre la convivencia, Martínez Roca, Barcelona, 2000
- Breve tratado de la ilusión, Alianza Editorial, Madrid, 2001
- Entre dos siglos, Alianza, Madrid, 2002
- La fuerza de la razón, Alianza Editorial, Madrid 2005
- La perspectiva cristiana, Alianza Editorial, Madrid. 2005
- Una vida presente. Memorias, Páginas de Espuma, Madrid, 2008
- Notas de un viaje a Oriente, Páginas de Espuma, Madrid, 2011
- La Guerra Civil. ¿Cómo pudo ocurrir?, Fórcola, Madrid, 2012

## Premi e riconoscimenti
- 1947 - Premio Fastenrath per il suo lavoro su Miguel de Unamuno
- 1964 - Premio Kennedy dell'Istituto di Studi Nordamericani di Barcellona
- 1964 - Medaglia del Circolo degli Scrittori Cinematografici per la migliore opera letteraria[7]
- 1971 - Premio Juan Palomo
- 1972 - Premio Gulbenkian per la scrittura
- 1975 - Premio Ramón Godó per il giornalismo
- 1978 - Gran Croce dell'Ordine di Alfonso X il Saggio[8]
- 1981 - Gran Croce dell'Ordine di Isabella la Cattolica[9]
- 1987 - Premio Castiglia e León di Letteratura
- 1988 - Premio Bravo
- 1996 - Premio Principe delle Asturie per la comunicazione e gli studi umanistici
- 2001 - Medaglia d'oro al merito sul lavoro[10]
- 2002 - Premio Internazionale Menéndez Pelayo
- 2003 - Premio alla Cultura della Comunità di Madrid
- 2006 - Medaglia d'oro al merito nelle belle arti (postuma)[11]
- 2006 - Medaglia del Circolo degli scrittori cinematografici per il lavoro giornalistico (postuma)[12]
- 2008 - Medaglia d'oro dell'Università Complutense di Madrid (postuma)